# Строфария
Строфа́рия, или кольцеви́к (лат. Stropharia) — род грибов семейства Строфариевые (Strophariaceae).

## Название
Научное название рода образовано от лат. strophium — «повязка на грудь» (от др.-греч. στρέφω — «поворачивать») и суффикса -aria, обозначающего обладание. Оно связано с наличием кольца на ножке грибов.

## Описание
Шляпка довольно мясистая, часто ярко-окрашенная, у многих видов с клейкой слизистой поверхностью. Гименофор пластинчатый. Пластинки приросшие или узко-приросшие к ножке, иногда слабо нисходящие на неё, в молодом возрасте светлые, при созревании спор тёмно-коричневые, тёмно-серые или чёрные, у многих видов с сизым, фиолетовым или сиреневатым оттенком.
Ножка центрально расположенная, нередко мясистая.
Частное покрывало присутствует в виде отчётливого кольца вокруг ножки, у некоторых видов с возрастом исчезающего.
Споровый порошок тёмно-коричневый, сиренево-коричневый, сиренево-чёрный или чёрный.
Почвенные (реже — копрофильные) сапротрофы, произрастают чаще всего на навозе или богатой почве, реже на мертвой древесине и различных растительных остатках.
Внешне плодовые тела напоминают таковые у родов Pholiota и Armillaria. От Agaricus строфарии отличаются главным образом более или менее приросшими к ножке пластинками и более холодным сизым или фиолетовым оттенком зрелых пластинок взамен красноватого у шампиньонов.

## Систематика

### Синонимы
- Agaricus Fr., 1849basionym
- Geophila Quél., 1886, nom. illeg.

### Список видов
- Stropharia aeruginosa (Curtis) Quél., 1872 — Строфария сине-зелёная
- Stropharia albivelata (Murrill) Norvell & Redhead, 2000
- Stropharia albonitens (Fr.) Quél., 1875 — Строфария белоблестящая
- Stropharia aurantiaca (Cooke) M. Imai, 1938 — некоторые исследователи относят этот вид к роду Leratiomyces.
- Stropharia caerulea Kreisel, 1979 — Строфария небесно-синяя, или Строфария коричневоспоровая
- Stropharia coronilla (Bull.) Quél., 1872 — Строфария охряная, или кольцевик охряный, или строфария корончатая
- Stropharia cyanea Tuom., 1953 — Строфария синяя
- Stropharia dorsipora Esteve-Rav. & Barrasa, 1995
- Stropharia halophila Pacioni, 1988
- Stropharia hardii G.F. Atk., 1906
- Stropharia hornemannii (Fr.) S. Lundell & Nannf., 1934 — Строфария Хорнеманна
- Stropharia inuncta (Fr.) Quél., 1872 — Строфария масляная
- Stropharia lepiotiformis (Cooke & Massee) Sacc., 1891
- Stropharia luteonitens (Vahl) Quél., 1872 — Строфария горбатая, или вонючая, или желто-блестящая
- Stropharia magnivelaris Peck, 1904 — Строфария обширнокольцевая, переведена в род Leratiomyces
- Stropharia mammillata (Schulzer ex Kalchbr.) Sacc., 1887
- Stropharia melanosperma (Bull.) Quél., 1872 — Строфария черносеменная, или черноспоровая
- Stropharia pseudocyanea (Desm.) Morgan, 1908 — Строфария ложносиняя
- Stropharia rugosoannulata Farl. ex Murrill, 1922 — Строфария морщинисто-кольцевая
- Stropharia semiglobata (Batsch) Quél., 1872 — Строфария полушаровидная
- Stropharia squamulosa (Massee) Massee, 1902
- Stropharia umbonescens (Britzelm.) Sacc. & Traverso, 1911
- Stropharia variicolor Desjardin & Hemmes 2001[1]